# Frederick Cooper
Frederick Cooper (* 27. Oktober 1947 in New York City, USA) ist ein US-amerikanischer Historiker, dessen Forschungsgebiete die Geschichte Afrikas, insbesondere die Kolonisierung und Dekolonisierung in Afrika südlich der Sahara sind.

## Leben
Cooper befasste sich zum Beginn seines Studiums mit der Arbeiterbewegung Afrikas, konzentrierte sich jedoch später auf das Gebiet des Kolonialismus. 1974 promovierte er an der Yale University zum Ph. D. Von 1982 bis 2001 lehrte er an der University of Michigan. 2001 wurde Cooper in die American Academy of Arts and Sciences aufgenommen. Nach 2017 war er Geschichtsprofessor an der New York University.

## Preise und Auszeichnungen
- 2010/2011 war Cooper Fellow am Wissenschaftskolleg zu Berlin.
- 2015 erhielt er den George Louis Beer Prize der American Historical Association (AHA) für sein Werk Citizenship between Empire and Nation: Remaking France and French Africa, 1945–60.
- Für 2023 wurde Cooper gemeinsam mit Jane Burbank der Toynbee-Preis zugesprochen.[2]
- 2024 wurde er zum Mitglied der American Philosophical Society gewählt.

## Veröffentlichungen (Auswahl)
- 2023: zusammen mit Jane Burbank: Post-Imperial Possibilities: Eurasia, Eurafrica, Afroasia. Princeton University Press, Princeton, Oxford, ISBN 978-0-691-25037-3.
- 2019: Africa since 1940: The Past of the Present. Zweite, aktualisierte und überarbeitete Auflage. Cambridge University Press, London, ISBN 978-1108-48068-0.
- 2018: Citizenship, Inequality, and Difference: Historical Perspectives. Princeton University Press, Princeton, ISBN 978-0691-17145-6.
- 2014: Citizenship between Empire and Nation: Remaking France and French Africa, 1945-60. Princeton Univ. Press, Princeton, New Jersey, USA, ISBN 978-0-691-16131-0.
- 2014: Africa in the World: Capitalism, Empire, Nation-State. Harvard University Press, Cambridge, Massachusetts, USA, ISBN 978-0-674281394.
- 2013: Out of Europe: Redefining Africa’s Place in the World. Vienna University Press, Göttingen 2013, ISBN 978-3-8471-0097-3.
- 2010: zusammen mit Jane Burbank: Empires in World History. Power and the Politics of Difference. Princeton University Press, Princeton and Oxford ISBN 978-0-691-12708-8.
  - 2012: deutsch: Imperien der Weltgeschichte: Das Repertoire der Macht vom alten Rom und China bis heute. Campus-Verlag, Frankfurt am Main/New York City 2012, ISBN 978-3-593-39670-5.
- 2005: Colonialism in Question: Theory, Knowledge History. University of California Press, Berkeley, Kalifornien ISBN 0-520-24414-1.
- 2002: Africa since 1940: The Past of the Present. Cambridge University Press, Cambridge, England.
- 1996: Decolonization and African Society. The Labor Question in French and British Africa. Cambridge University Press, Cambridge, England.
- 1980: From Slaves to Squatters: Plantation Labor and Agriculture in Zanzibar and Coastal Kenya. Yale University Press, New Haven, Connecticut, USA.
- 1977: Plantation Slavery on the East Coast of Africa. Yale University Press, New Haven, Connecticut, USA.